# Nazionale di bob dei Paesi Bassi
La nazionale di bob dei Paesi Bassi è la selezione che rappresenta i Paesi Bassi nelle competizioni internazionali di bob.
La squadra ha preso parte a nove edizioni dei Giochi olimpici invernali.

## Storia

### Origini

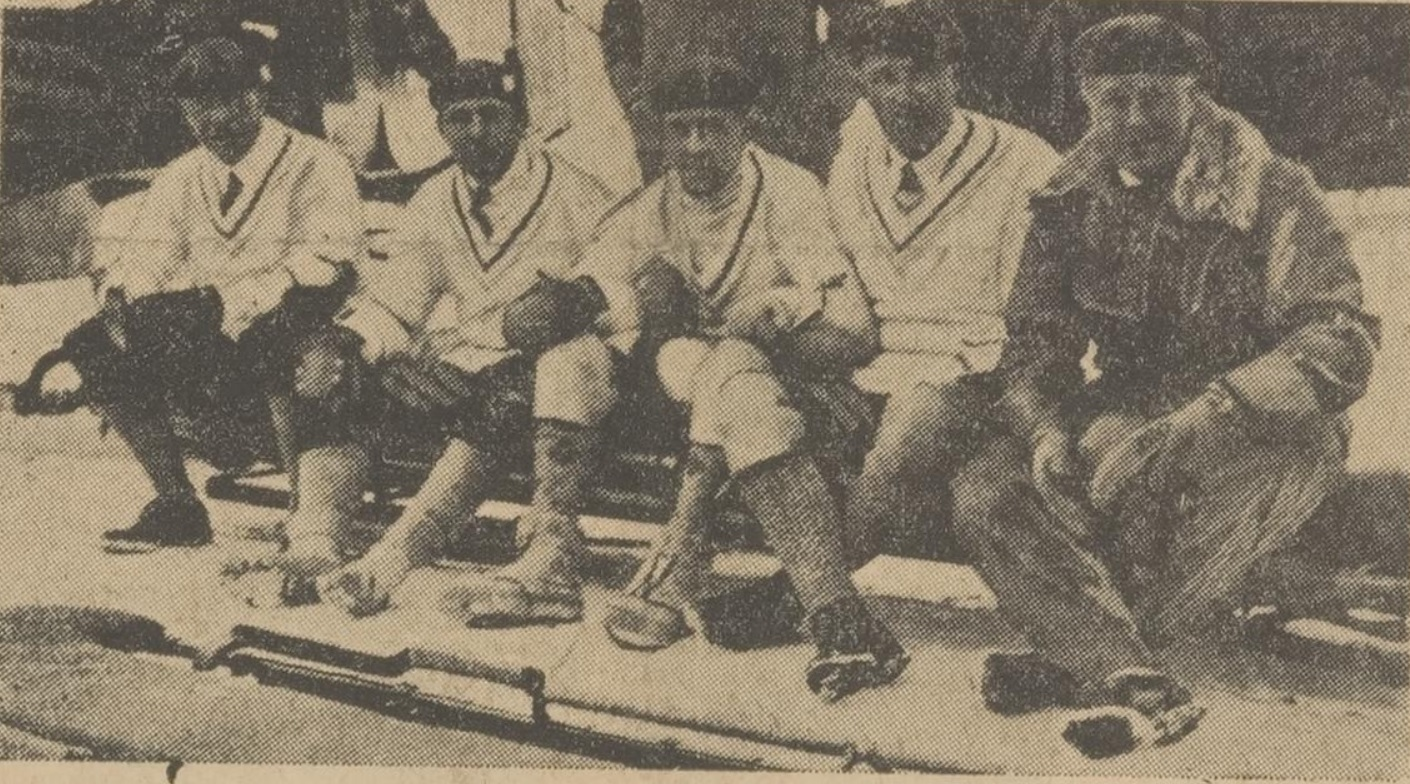
Bobbisti olandesi alle Olimpiadi di

Tra la fine del XIX secolo e l'inizio del XX, diversi atleti olandesi si dedicarono al bob sulle montagne svizzere; tra questi il conte Jules van Bylandt di Amerongen e D. van Lennep nel 1904. Negli anni 1920 sul Pinkenberg presso Arnhem venne costruita più volte una pista sulla quale venivano utilizzati due bob.
Dopo l'assegnazione dei Giochi olimpici a Amsterdam 1928, fu presto evidente che i Paesi Bassi non sarebbero riusciti per motivi geografici ad organizzare anche i Giochi invernali, che furono così assegnati a Sankt Moritz, in Svizzera. Il 28 gennaio 1928 Hubert Menten, Curt van de Sandt, Jacques Delprat e Benjamin Stomps, con il sostegno di Herman van Laer (segretario della Federazione olandese di pattinaggio) fondarono presso il Grand Hotel "Belvédère" di Davos il Nederlandsche Bobsleigh Club Davos, che divenne affiliato della FIBT e al Comitato olimpico olandese.
Alle Olimpiadi di Sankt Moritz 1928 il bob olandese si classificò al 12º posto.
Nel 1929 vennero organizzati a Davos i primi Campionati europei di bob, dove la coppia olandese Evard van de Pol e P.M. Metzelaar vinse il titolo nel bob a due. Tra il 1929 e il 1932 la squadra formata da P.A. Blaisse con i frenatori Haseroot e van Bercke ottenne buoni rusultati con un bob Fokker, tra cui un secondo posto ai Campionati del mondo studenteschi di Bardonecchia.
Alle olimpiadi di Garmisch-Partenkirchen 1936 il bob a due giunse al 10º posto, mentre il bob a quattro olandese ebbe un grave incidente in allenamento che lo costrinse a ritirarsi. Nel 1940, in seguito all'invasione tedesca dei Paesi Bassi, il Nederlandsche Bobsleigh Club sospese la propria attività.

### Rinascita del bob olandese
Negli anni 1970 il giornalista sportivo Frans Henrichs e l'italiano Italo De Lorenzo (ex membro della Nazionale di bob dell'Italia), realizzarono telecronache di gare di bob: durante il resoconto delle Olimpiadi invernali di Innsbruck 1976 e dei Campionati mondiali di bob 1977 di Sankt Moritz, Henrichs chiese se nei Paesi Bassi ci fosse interesse per il bob, ricevendo presso la redazione della televisione olandese decine di lettere di sportivi interessati. Il 28 gennaio 1978 fu così organizzato il primo incontro, grazie al sostegno attivo del presidente della FIBT Klaus Kotter, e nel febbraio successivo si svolsero a Königssee e Winterberg i primi allenamenti, a cui parteciparono Job van Oostrum, John Drost, Rob Geurts, Han Minjon, Cor Bos, Bert van Hamersveld e Rob Nolet. Il 7 aprile 1978 Frans Henrichs e Italo De Lorenzo fondarono ufficialmente la Bob en Slee Bond Nederland (BSBN), di cui Henrichs diventò presidente e De Lorenzo vicepresidente. Il BSBN divenne poi membro delle federazioni internazionali FIBT e FIL e del Comitato Olimpico Olandese.
Un anno dopo la fondazione della BSBN, la squadra van Oostrum e Minjon partecipò alla Coppa del Mondo del 1979 a Königssee; in seguito le loro strade si separarono: van Oostrum continuò con Drost e Minjon con Jaap van der Geest. Il primo club ad aderire al BSBN fu il Leidse Studenten Bobsleeclub (LSBC), fondato il 26 novembre 1979 dai membri dell'Associazione Minerva.

### Anni 1980
Non riuscendo a qualificarsi per le Olimpiadi di Lake Placid 1980, Van Oostrum e Geurts fondarono l'Auto Utrecht Bobslee & Racing Team come seconda associazione bobbistica. La prima metà degli anni 1980 vide la battaglia tra i piloti van Oostrum, Geurts, Minjon e Kwakkelstein. Van Oostrum vinse le Sauerlandmeisterschaften, fu 15° alla Coppa del Mondo di bob 1981 a Cortina e 11° nel 1982 a St Moritz. Geurts esordì con Bob Schoenmaker ai Campionati tedeschi del 1981. Poi, nel dicembre 1981, ben cinque equipaggi olandesi presero il via alla Nationen-Cup di Königssee Nel marzo 1982, Shoemaker gareggiò su invito agli Empire State Games di Lake Placid; nello stesso anno, esordì in pista il primo bob a quattro olandese con van Oostrum, Geurts, Drost e Nieland. Van Oostrum e il frenatore Drost si qualificarono per le Olimpiadi invernali di Sarajevo 1984, allenati da Jan van Spaandonk e con meccanico Rob Geurts; tuttavia, il bob aerodinamico appositamente progettato dovette essere sostituito all'ultimo momento con un modello standard.
Dopo Sarajevo, i bobbisti si concentrarono sulla qualificazione alle Olimpiadi invernali di Calgary 1988, ottenendo però scarsi risultati. Peraltro, nell'autunno del 1986, dopo il Trofeo Carpați a Sinaia, in Romania, i bobbisti Jurgens, Götz e van Nierop riuscirono a far passare un atleta attraverso la cortina di ferro nascosto nella carena del loro bob; nello stesso periodo fu fondato in Frisia il Bobslee Kring BSBN Friesland.
Nessuna delle squadre si qualificò per le Olimpiadi invernali del 1988. In seguito, alcuni bobbisti dell'associazione N.I.A. fondarono la Amsterdamse Studenten Bob- en Rodelclub (ASBRC), creando poi la Federazione di slittino e bob delle Antille olandesi. La nazionale di bob delle Antille Olandesi, allenata da Han Minjon, gareggiò alle Olimpiadi invernali di Calgary 1988 e Albertville 1992.
Alla Coppa del Mondo 1989 ad Altenberg, Rob Geurts ottenne l'11º posto.

### Anni 1990
All'inizio degli anni 1990, i membri della Sociëteit "P.H.R.M." fondarono l'associazione di bob di Utrecht "de Vliegende Hollander" (L'olandese volante), seguita dai membri della Sociëteit "Mutua Fides" con l'associazione studentesca di bob e slittino di Groninga "Polaris". Lo skeltonista Kenter passò al bob. Nel 1991, Minjon ottenne a sorpresa un terzo posto in Coppa Europa a Königssee, tuttavia né Minjon né Geurts parteciparono alle Olimpiadi invernali di Albertville 1992, poiché la proposta del commissario tecnico Ard Schenk di far andare il miglior pilota (Minjon) con il miglior frenatore (Langeveld) fu respinta dagli interessati.
Nel gennaio 1993 disputò sulla nuova pista olimpica di Lillehammer è il primo "Campionato dei piccoli Paesi" con squadre provenienti da Norvegia, Svezia, Giappone e Paesi Bassi, conquistando il primo posto con il bob a due di Geurts e Drost. Due anni dopo, Geurts si qualificò con Robert de Wit e Drost per le Olimpiadi di Lillehammer 1994, allenati dal tedesco Dietmar Falkenberg. In tale occasione la federazione olandese ospitò e sostenne la Nazionale di bob della Bosnia ed Erzegovina fuggita dalla guerra nell'ex Jugoslavia.
Dopo Lillehammer, furono ingaggiati i nuovi allenatori Gerhard Rainer e poi Gerd Grimme. Geurts e Glas parteciparono anche alla Coppa del Mondo pre-olimpica di Nagano, ma ancora una volta le richieste del Comitato olimpico olandese si rivelarono troppo elevate.

### Anni 2000

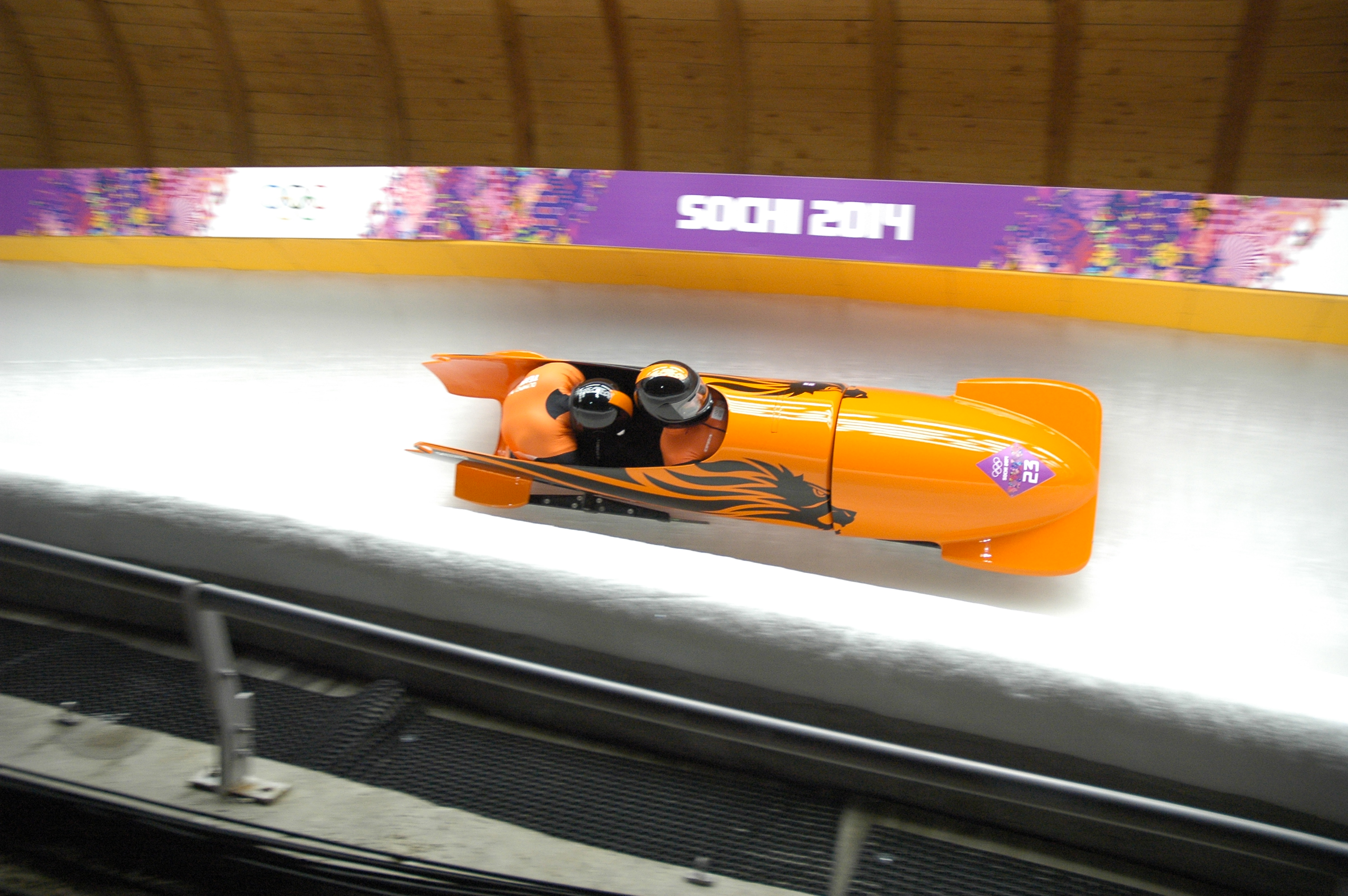
Bob a due alle Olimpiadi di

Dopo la prima metà della stagione 2001-2002, le atlete si sono qualificate rispettivamente al 10º e al 12º posto nella classifica finale della Coppa del Mondo. Eline Jurg con Nannet Karenbeld e Ilse Broeders con Jeannette Pennings e Annemarie van Donselaar come riserve rappresenteranno i Paesi Bassi ai Giochi.
Grazie ai Campionati europei di Cortina d'Ampezzo, Glas si è qualificato per i Giochi sia nel due che nel quattro. La sua squadra è composta da Arnold ed Edwin van Calkar, Timothy Beck (team Niemijer), Marcel Welten (team Geurts) e Olaf ter Braack.
Dopo la sua ultima gara a St. Moritz, Rob Geurts viene nominato membro onorario della BSBN. Continua la sua carriera di allenatore. Prima dell'OWS, si svolge un altro campo di allenamento olimpico a Calgary. Ai Giochi stessi, il BSBN è rappresentato da 11 atleti, sette allenatori e dal membro del consiglio direttivo Italo de Lorenzo.
Tra le donne, Eline Jurg e Nannet Karenbeld ottengono la qualificazione olimpica classificandosi al 6º posto. Anche la seconda squadra di Ilse Broeders si classifica tra le prime 10.
Tra gli uomini, Arend Glas ottiene il 16º posto nel bob a 2 con Marcel Welten: questa prestazione è in linea con le aspettative; tuttavia, nel bob a quattro, dove le aspettative erano alte sulla base dei buoni risultati ai Campionati Europei, anche il bob con Arend Glas, Arnold van Calker, Timothy Beck e Marcel Welten non va oltre il 16º posto.

### Anni 2010
I Paesi Bassi attendevano con impazienza i Giochi olimpici di Vancouver 2010, dove la pista di Whistler è però controversa sin dalla sua apertura, con velocità notevolmente più elevate rispetto a qualsiasi altra pista. Il test event preolimpico un anno prima dei Giochi è rovinato da un gran numero di incidenti, inclusa la squadra pilotata da Van Calker. Il giorno dell'apertura dei Giochi Olimpici di Vancouver, la morte del giovane slittinista georgiano Nodar Kumarit'ashvili durante gli allenamenti ebbe un impatto emotivo profondo negli atleti. La gara a due con Edwin van Calker e Sybren Jansma non diede il risultato sperato da tutti, giungendo al 14º posto. Edwin van Calker decise allora di non partire nella competizione del bob a quattro, non sentendosi sicuro di rischiare la sicurezza dei membri della sua squadra: la decisione inaspettata scatenò una tempesta di critiche contro Van Calker giudicato come un codardo, nonostante che anche altre quattro squadre non siano partite per lo stesso motivo, mentre durante la gara quattro squadre si sono schiantate in pista. Van Calker non ha mai avuto dubbi sulla sua decisione, né se ne è pentito.
Alle Olimpiadi di Soči 2014 il bob femminile di Esmé Kamphuis e Judith Vis sfiorarono il podio, giungendo al 4º posto. Il bob a quattro giunse 9° e il bob a due 17°.
I Paesi Bassi riuscirono a qualificarsi ai giochi di Pyeongchang 2018 con il solo ripescaggio del bob a quattro, ma rifiutarono la riallocazione.

### Anni 2020
La squadra di bob dei Paesi Bassi tornò alle Olimpiadi invernali di Pechino 2022, debuttando con il monobob femminile di Karlien Sleper (16º posto); in campo maschile furono ingaggiati i fratelli Jelen e Janko Franjić (figli del bobbista bosniaco Mario Franjić, portabandiera della Bosnia ed Erzegovina a Nagano 1998).

## Partecipazione ai giochi olimpici invernali

### Bob a quattro maschile
| anno | città                | classifica | composizione                                                                                        |
| ---- | -------------------- | ---------- | --------------------------------------------------------------------------------------------------- |
| 1928 | Sankt Moritz         | 12°        | Curt van de Sandt, Edwin Jonkheer Teixeira de Mattos, Henri Dekking, Jacques Delprat, Hubert Menten |
| 1936 | Garmish-Partenkirken | DNS        | Evert van der Pol, Henri Dekking, Piet Metzelaar, Hein Bulten                                       |
| 2002 | Salt Lake City       | 17°        | Arend Glas, Arnold van Calker, Timothy Beck, Marcel Welten                                          |
| 2006 | Torino               | 16°        | Arend Glas, Vincent Kortbeek, Sybren Jansma, Arno Klaassen                                          |
| 2010 | Vancouver            | DNS        | Edwin van Calker, Sybren Jansma, Arnold van Calker, Timothy Beck                                    |
| 2014 | Soči                 | 9°         | Edwin van Calker, Bror van der Zijde, Sybren Jansma, Arno Klaassen                                  |
| 2022 | Pechino              | 26°        | Ivo de Bruin, Jelen Franjic, Janko Franjic, Dennis Veenker                                          |

### Bob a due maschile
| anno | città                | classifica | composizione                         |
| ---- | -------------------- | ---------- | ------------------------------------ |
| 1936 | Garmish-Partenkirken | 10°        | Willem, Barone Gevers, Sam Dunlop    |
| 1984 | Sarajevo             | 16°        | Job van Oostrum, John Drost          |
| 1994 | Lillehammer          | 24°        | Rob Geurts, Rob de Wit               |
| 2002 | Salt Lake City       | 16         | Arend Glas, Marcel Welten            |
| 2006 | Torino               | 19°        | Arend GlasSybren Jansma              |
| 2010 | Vancouver            | 14°        | Edwin van Calker, Sybren Jansma      |
| 2014 | Soči                 | 17°        | Edwin van Calker, Bror van der Zijde |
| 2022 | Pechino              | 23°        | Ivo de Bruin, Jelen Franjic          |

### Bob a due femminile
| anno | città          | classifica | composizione                                                          |
| ---- | -------------- | ---------- | --------------------------------------------------------------------- |
| 2002 | Salt Lace City | 6° 10°     | Eline Jurg, Nannet Kiemel-Karenbeld Ilse Broeders, Jeannette Pennings |
| 2006 | Torino         | 11° DNF    | Eline JurgKitty van Haperen Ilse Broeders, Jeannette Pennings         |
| 2010 | Vancouver      | 8°         | Esmé Kamphuis, Tine Veenstra                                          |
| 2014 | Soči           | 4°         | Esmé Kamphuis, Judith Vis                                             |

### Monobob femminile
| anno | città   | classifica | composizione   |
| ---- | ------- | ---------- | -------------- |
| 2022 | Pechino | 16°        | Karlien Sleper |